# JR貨物UR47A形コンテナ
| スタブアイコン | サブスタブ | この項目は、まだ閲覧者の調べものの参照としては役立たない、鉄道に関連した書きかけの項目です。この項目を加筆・訂正などしてくださる協力者を求めています（P:鉄道/PJ:鉄道）。 |

UR47A形コンテナ（UR47Aがたコンテナ）は、日本貨物鉄道（JR貨物）輸送用として籍を編入している31ft私有コンテナ（冷蔵コンテナ）である。

## 概要
形式の数字部位 「 47 」は、コンテナの容積を元に決定される。このコンテナ容積47㎥の算出は、厳密には端数四捨五入計算の為に、内容積46.5 - 47.4㎥の間に属するコンテナが対象となる。
また形式末尾のアルファベット一桁部位 「 A 」は、コンテナの使用用途（主たる目的）が 「 普通品の輸送 」を表す記号として付与されている。
「SUPER UR」と呼ばれる重保冷タイプの冷蔵コンテナの31フィート級コンテナである。

## 番台毎の概要

### 38000番台
38001 - 38012
日本石油輸送所有。全高2,600mm（規格外）、全長9,410mm（規格外）、総重量17.6t(38001)、17.1t(38002 - 38012)。コキ50000積載禁止。

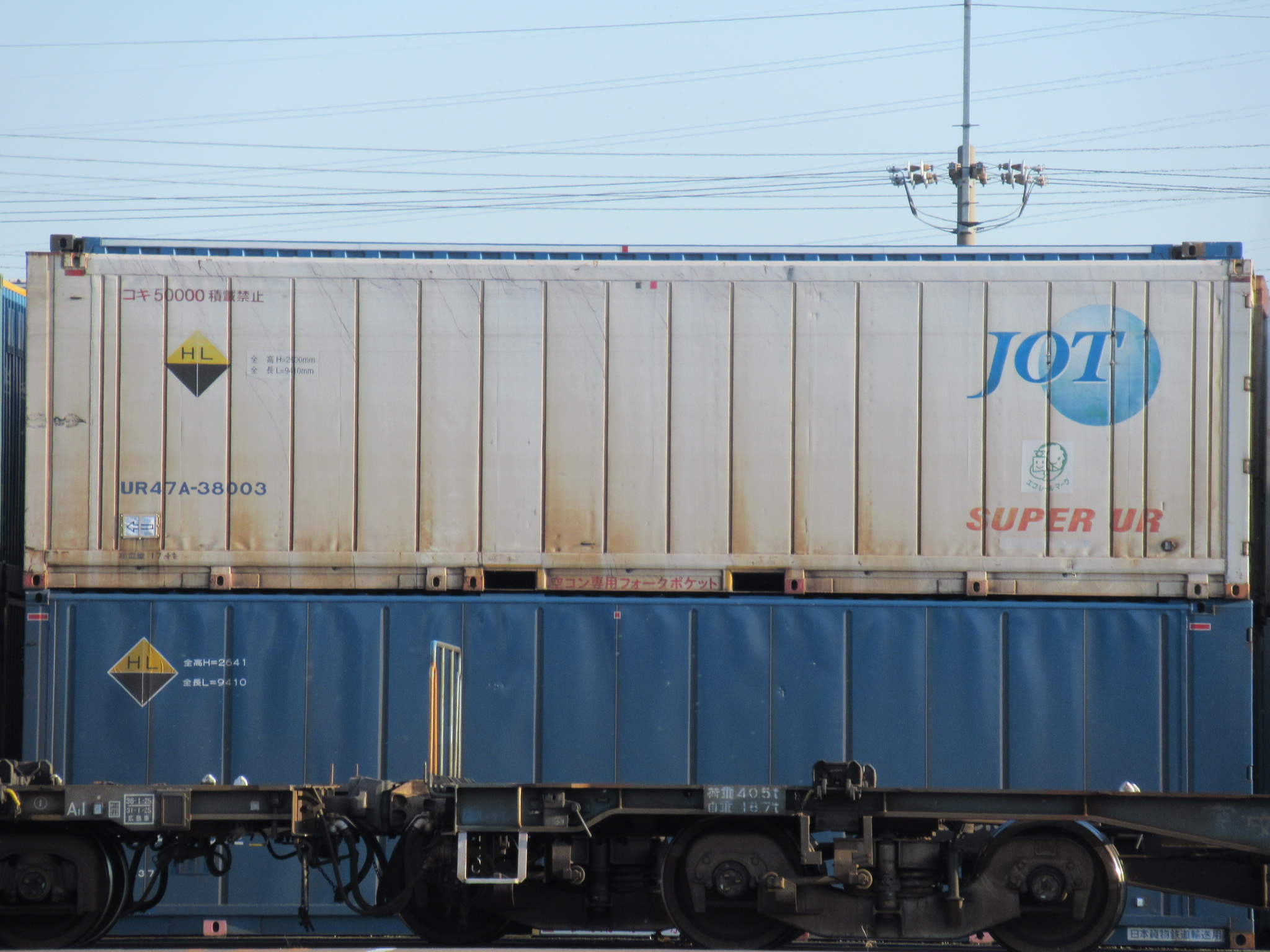
UR47A-38003 日本石油輸送所有。